# Antoine Giacomoni
Antoine Giacomoni (Borgo, 16 aprile 1955) è un fotografo francese, nativo della Corsica.

## Biografia
É noto per la sua minimalistica tecnica fotografica e ritrattistica - detta "Mirror concept" - da lui praticata attraverso immagini riflesse da uno specchio da camerino teatrale, incorniciato da lampadine opaline ispirato al minimalismo e all'età d'oro di Hollywood degli anni '30-'40.
A vent'anni si trasferisce a Parigi per studiare arti plastiche alla Sorbona, nel 1977 si trasferisce a Londra all'inizio dell'ondata punk 77, da lì la musica diventerà il soggetto più importante della sua fotografia e avrà come soggetto soprattutto musicisti. 
Celebre è la serie dei ritratti fotografici di star della musica rock, come Nico dei Velvet Underground, Lou Reed, i Bauhaus, gli Associates, i Sex Pistols, Daniel Darc, Serge Gainsbourg, Étienne Daho ma anche per Amanda Leare Sophie Marceau.
Nel 1983 torna a Parigi A metà anni '80 fa un viaggio in Giamaica e comincia a fare reportage fotografici
A fin anni '80 tenta senza successo di incominciare una carriera musicale ma torna subito nel mondo della fotografia. Rimasto cieco negli anni novanta, ha potuto riacquistare la vista grazie a una lunga serie di interventi chirurgici.
Nel 1995 le sue foto su Nico sono state inserite nel documentario di Susanne Ofteringer Nico Icon.

## Pubblicazioni
- Portrait à travers le miroir, Editions La Siréne
- La Corsica attraverso lo specchio, La Marge Édition, 2002
- Nico, o il dramma dell'esilio, Editions Horizon Illimité, 2003
- Daho secondo Giacomoni, the mirror's session parties, Editions Horizon Illimité, 2004
- Reggae/Giamaica Editions Horizon Illimité, 2004

## Discografia
- 1987 - À Travers Le Miroir - singolo
- 1988 - Vieni Vieni - singolo